# Mats Gren
Mats Åke Gren (Falun, 20 dicembre 1963) è un allenatore di calcio ed ex calciatore svedese, di ruolo difensore.

## Palmarès

### Giocatore

#### Competizioni nazionali
- Campionato svedese: 1

IFK Göteborg: 1984
- Campionato svizzero: 5

Grasshoppers: 1989-1990, 1990-1991, 1994-1995, 1995-1996, 1997-1998
- Coppa Svizzera: 4

Grasshoppers: 1987-1988, 1988-1989, 1989-1990, 1993-1994
- Supercoppa di Svizzera: 1

Grasshoppers: 1989

#### Competizioni internazionali
- Coppa Piano Karl Rappan: 4

Grasshoppers: 1988, 1989, 1991, 1994

### Allenatore

#### Competizioni nazionali

##### Maschile
- Coppa del Liechtenstein: 1

Vaduz: 2005-2006

##### Femminile
- Campionato svedese: 1

Kopparbergs/Göteborg: 2020
- Coppa di Svezia: 1

Häcken: 2020-2021